# Leptogium granulans
Leptogium granulans är en lavart som beskrevs av Vain. Leptogium granulans ingår i släktet Leptogium och familjen Collemataceae.   Inga underarter finns listade i Catalogue of Life.